# ウイリー・ドーシー
ウイリー・ドーシー（Willie Dorsey, 1939年? - 1990年）は、日本で活動していたアメリカ合衆国出身の黒人俳優、モデル。別名義としてウィリー・ドーシー、ウイリー・A・ドーシーなど。

## 来歴
エンベル・アルテンバイなどの外国人俳優が在籍していた国際プロ「エディアラブプロダクション」に所属し、1960年代から1980年代にかけて、多くの日本の映画・テレビドラマで、悪役や格闘家役を演じた。そのほか、184cmの長身を活かしモデルとしても活動。

## 人物
私生活では福島県出身や千葉県出身の日本人女性と幾度か結婚し、1人ずつ息子がいるが異母兄弟である。
長男は男子プロバスケットボール選手として活躍した高橋マイケル。
2020年6月28日放送のフジテレビ『日曜THEリアル!・もう一度家族になりたい!』の番組内にて、俳優の副島淳の父親探しの際に高橋マイケルの快諾を得てDNA鑑定を行ったところ、「高橋と副島は生物学的な同一父系であると判断された」との診断結果が下され、2人はウイリーを父に持つ高橋が兄、副島が弟の異母兄弟であることが明らかになった。
番組以前に副島が父親を探していたが、その数年前の1990年にウイリーは糖尿病を患い亡くなっていたという。

## 出演

### 映画
- 凄い奴ら（1971年、東宝）
- だまされて貰います（1971年、東宝）
- 直撃! 地獄拳（1974年、東映） - ルーイン
- 逆襲! 殺人拳（1974年、東映） - ウルフ
- ノストラダムスの大予言（1974年、東宝） - 黒人代表[5]
- エスパイ（1974年、東宝） - アブドウラ[5]
- 花と蛇（1974年、日活） - 米兵
- 東京エマニエル夫人 個人教授（1975年、日活）
- 淫絶夫人 快楽の奥（1976年、日活）
- 東京湾炎上（1975、東宝） - ザンバ[5]
- 脱走遊戯（1976年、東映） - ヴェトナム
- 悪女かまきり（1983年、東映）

### テレビドラマ
- 仮面ライダーシリーズ
  - 仮面ライダー 第67話「ショッカー首領出現!! ライダー危し」（1972年） - ショッカーモロッコ支部・支部長モハメッド[要出典]
  - 仮面ライダースーパー1 第1話「惑星用改造人間の大変身」（1980年） - アメリカ国際宇宙開発研究所所員
- 愛の戦士レインボーマン 第4話「マカオの殺人ショウ」（1972年） - 黒い野牛
- ワイルド7 第11話 「200KM/H心中」（1972年） - 米兵
- キイハンター
  - 第217話「100万ドル奪回大捜査網」（1972年） - カドレア大使[注釈 1]
  - 第224話「デスマスクを愛した私」（1972年） - 麻薬密輸組織の男（サックス奏者）[注釈 1]
- 俺たちの勲章 第2話 「狙撃者を追え!」（1975年） - 犯人をかばう黒人ジョーンズ
- 非情のライセンス 第2シリーズ 第93話 「兇悪のM16自動小銃」（1976年） - 黒人
- スーパー戦隊シリーズ
  - ジャッカー電撃隊（1977年）
    - 第1話「4カード!! 切り札はJAKQ」 - ボクサー
    - 第9話「7ストレート! 地獄の必殺拳」 - ビッグ・サターン

  - 電子戦隊デンジマン（1980年）
    - 番組オープニング - ボクサー
    - 第40話「チャンピオンの敵」 - 覆面レスラーKOジョー（ピカリラー人間態）
- 特捜最前線
  - 第10話「母・その愛の標的」（1977年）
  - 第103、104話「帰ってきたスキャンダル刑事!」（1979年） - バトラー刑事
- 大都会 PARTII 第41話「野良犬の恋歌」（1978年） - ポール捜査官
- 浮浪雲 第11回（1978年） - キンタクンテ
- スパイダーマン 第39話「格闘技世界一大会」（1978年） - ブラックアイアン
- 江戸川乱歩の美女シリーズ 第8作「悪魔のような美女」（1979年） - 黒蜥蜴のコレクションの剥製
- 西部警察 第1・2話「無防備都市」（1979年） - J.J.
- 大空港 第57話「鬼刑事が哭いた!」（1979年） - ブラウン警部
- ぼくら野球探偵団 第11話「赤マント 世界ちん記録を盗む」（1980年） - ガルー大統領
- ウルトラマン80 第24話「裏切ったアンドロイドの星」（1980年） - 銀河大連邦調印式参加者
- 大激闘マッドポリス'80 第15話「005便で来た狙撃者」（1980年） - 南アフリカK国大統領
- 宇宙刑事シリーズ
  - 宇宙刑事ギャバン 第5話「ミミーは泣く 猛毒コブラ弾が烈に命中」（1982年） - 国際武器商人[要出典] ※ノンクレジット
  - 宇宙刑事シャリバン 第29話「敵は誰だ? 荒野をめざす熱血児」（1983年） - ミスターサイゲル
  - 宇宙刑事シャイダー
    - 第20話「不思議ソング」（1984年） - 国際会議参加者
    - 第27話「デスマッチの魔島」（1984年） - 殺人鬼ギルダー
- Gメン'75 第42話「殺人の条件」（1976年）※ノンクレジット
- 松本清張の指（1982年）
- Gメン'82 第17話「サヨナラGメン82」（1983年） - 黒人
- 西部警察 PART-III 1984年正月特番「燃える勇者たち」（1984年） - ジム・マイヤー（コードネーム：ジャガー）
- スーパーポリス 第4話「Oh! 女子大寮で張込み生中継」（1985年）
- 太陽にほえろ! PART2 第8話「ビッグ・ショット」（1987年） - パピヨン
- ベイシティ刑事（1987年） - バーのマスター

### 劇場アニメ
- 王立宇宙軍 オネアミスの翼（1987年） - ネレッドン

### その他
- ミラーマン（パイロットフィルム）（1971年） - インベーダー